# William de Cantilupe († 1239)

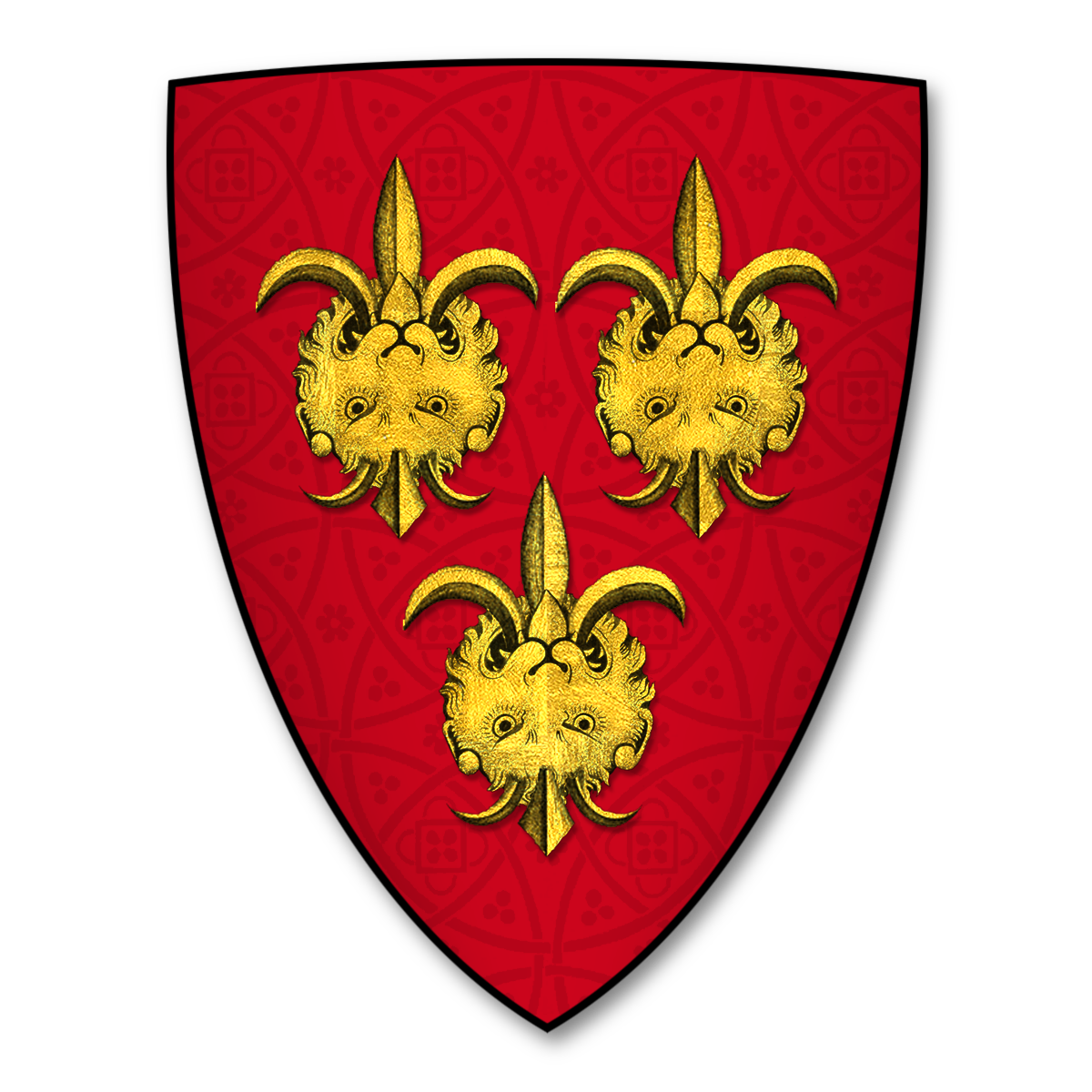
Wappen von William de Cantilupe

William de Cantilupe (auch William I de Cantilupe oder Cantelupe) († 7. April 1239) war ein anglonormannischer Adliger und Beamter.

## Herkunft
William de Cantilupe entstammte einer anglonormannischen Familie, die ursprünglich aus Cantelupo bei Rouen stammte. Er war vermutlich ein Sohn von Walter de Cantilupe, der 1166 Grundbesitz in Essex und Lincolnshire besaß.

## Aufstieg zum schlechten Ratgeber von Johann Ohneland
Vor 1198 diente Cantilupe als Verwalter des Haushalts von Johann Ohneland, der zu dieser Zeit Graf von Mortain in der Normandie war. Nachdem dieser 1199 englischer König geworden war, wurde Cantilupe Royal Steward, dazu diente Cantilupe von 1200 bis 1204 als Sheriff von Worcestershire, dazu 1204 in Herefordshire, wo er einen Schatz des Königs bewachen sollte. 1205 nahm er an dem gescheiterten Feldzug von Johann ins Poitou teil. Johann belohnte ihn mit der Verleihung des Gutes von Eaton Bray in Bedfordshire, das zum Mittelpunkt der Herrschaft Cantilupe wurde. Nachdem der Bischof Mauger von Worcester nach der Verhängung des Interdikts über England 1208 in das französische Exil geflüchtet war, ernannte der König Cantilupe zum Verwalter der Ländereien des Bistums. Dazu diente er als Richter in Northamptonshire und ab 1209 als Sheriff von Warwickshire und Leicestershire. In dieser Zeit wurde Kenilworth Castle Cantilupes Hauptwohnsitz. Nach der Aufhebung des Interdikts überwachte er zusammen mit William Brewer 1214 die Bischofswahlen in der Erzdiözese York und im Bistum Carlisle. 

## Rolle im Krieg der Barone
Während des Ersten Kriegs der Barone übergab ihm der König eine Reihe von besetzten Gütern der rebellischen Barone, dazu beauftragte ihn der König damit, Verhandlungen mit den Rebellen zu führen, die sich wieder dem König unterwerfen wollten. Cantilupe diente auch als Aufseher von zahlreichen Geiseln, die die königstreuen Barone zur Sicherung ihrer Loyalität dem König stellen mussten. Der Chronist Roger von Wendover zählte Cantilupe deshalb zu den schlechten Ratgebern des Königs. Nach Wendover geriet Cantilupes Loyalität nach der Besetzung Londons durch die Rebellen 1215 selbst ins Schwanken, was jedoch nur eine Vermutung ist. Nach dem Tod von König Johann im Oktober 1216 diente Cantilupe auch dessen Sohn und Nachfolger Heinrich III. Er nahm 1217 an der Belagerung von Mountsorrel Castle und der folgenden Schlacht von Lincoln teil, die ein wichtiger Sieg der Partei des Königs wurde und mit dazu führte, dass die königliche Partei den Krieg 1217 siegreich beenden konnte. 1217 und 1218 war Cantilupe Baron of the Exchequer. 1218 bezeugte er in Worcester mit den Friedensvertrag mit dem walisischen Fürsten Llywelyn ab Iorwerth, dazu diente er als Richter in Bedfordshire. 1219 untersuchte er Übergriffe in den königlichen Wäldern in Oxfordshire, Buckinghamshire und Herefordshire. Zum Dank erhielt er 1218 Calne und Calstone in Wiltshire, die zuvor seinem verstorbenen Onkel Fulk de Cantilupe gehört hatten. 

## Baron unter Heinrich III.
Erst 1223 wurde Cantilupe als Sheriff von Warwickshire und Leicestershire abgelöst. Da er zudem seine Besitzungen von Kenilworth sowie Calne und Calstone bedroht sah, gehörte er zu den Baronen, die im November 1223 unter Ranulf von Chester bewaffnet vor dem Tower of London erschienen, um gegen die Regierung von Hubert de Burgh zu protestieren. Am 30. Dezember 1223 unterwarf er sich jedoch in Northampton dem König und unterstützte ihn im Sommer 1224 während der Rebellion von Falkes de Bréauté bei der Belagerung von Bedford Castle, worauf er Calne und Calstone behalten konnte. 1225 gewährte ihm das Schatzamt £ 1084 als Erstattung der Kosten, die er während des Kriegs der Barone gehabt hatte, dazu wurde ihm noch fälliges Schildgeld und andere Gebühren erlassen. 1228 nahm er am Feldzug Hubert de Burghs nach Wales und 1230 am Feldzug des Königs nach Frankreich teil. 1231 diente er erneut in Wales.
Cantilupe hielt sich so weit wie möglich aus den Machtkämpfen zwischen Hubert de Burgh und seinem Rivalen Peter des Roches heraus. Dennoch hatte er als Royal Steward im Dienst des Königs oft Kontakt zum Königshof, beispielsweise bezeugte er mit seinem Siegel gelegentlich Briefe des jungen Königs. Diese Nähe zum König half Cantilupe, sowohl den Sturz von de Burgh wie auch von des Roches zu überstehen, während sein Sohn William die Möglichkeit bekam, im Dienst des Königs Karriere zu machen. Cantilupe selbst konnte zahlreiche Verwaltungen und Vormundschaften von minderjährigen Erben übernehmen und dadurch die Stellung seiner Familie verbessern.

## Familie und Nachkommen
Cantilupe heiratete Mazilla, die als Mitgift Grundbesitz in Kent mit in die Ehe brachte. Mit ihr hatte er mehrere Söhne, darunter: 
- William II de Cantilupe
- Walter de Cantilupe, Bischof von Worcester
- Nicholas Cantilupe, Lord of Greseley

Er wurde in Studley Priory in Warwickshire beigesetzt. Sein Erbe wurde sein ältester Sohn William de Cantilupe. 1299 wurde sein Enkel William Cantilupe, ein Sohn seines jüngeren Sohns Nicholas Cantilupe, zum Baron Cantilupe erhoben.